# التوپرازین
التوپرازین (انگلیسی: Eltoprazine) (نام کد توسعه DU-28,853) یک داروی سروتونرژیک از کلاس فنیل پیپرازین است که به عنوان یک عامل سرنیک یا ضد تهاجمی توصیف می‌شود. این دارو به عنوان آگونیست گیرنده‌های 5-HT1A و 5-HT1B سروتونین و به عنوان آنتاگونیست گیرنده 5-HT2C سروتونین عمل می‌کند. این دارو ارتباط نزدیکی با فلوپرازین و باتوپرازین دارد که به‌طور مشابه عوامل مؤثری هستند و همچنین یک پیش‌ساز شیمیایی شناخته شده برای S-15535 و لکوزوتان است. التوپرازین برای درمان پرخاشگری، اختلال نقص توجه و بیش فعالی (ADHD)، اختلالات شناختی، و دیس‌کینزی ناشی از دارو در حال توسعه است یا در حال توسعه است،